# Heteraleyrodes
Heteraleyrodes es un género de hemíptero de la familia Aleyrodidae.
Cuenta con dos especies:
- Heteraleyrodes bambusae Takahashi, 1942
- Heteraleyrodes bambusicola Takahashi, 1951